# グスティ・ニョマン・レンパッド
グスティ・ニョマン・レンパッド （I Gusti Nyoman Sudara Lempad、1862年 - 1978年4月24日）は、インドネシアバリ島の画家。
ウブド近郊の村に生まれ、ウブドのスカワティ王家に彫刻士として仕える。文盲であったが幼少より芸術性に富み、絵を死ぬまで描き続けた。彼は叙事詩ラーマヤナやバリ民話をモチーフにした作品を描いた。彼の作品には独特の緻密な線描画が多い。彼は絵に対して実利を求めずファンに対しては快く気持ちで接し作品を渡したりした。1936年、レンパッドは画家のルドルフ・ボネ、ウブドの王家スカワティ家らと各々の作品の向上を目的に「ピタ・マハ」という芸術家の共同体を設立した。アムステルダム、東京、パリなどでも作品展を開いたことがある。孫の妻のメガサリも画家として現在活躍中。彼の作品は、ウブドのメガサリと彼の作品のみ扱うデワンガ・ギャラリー、ネカ美術館、プリ・ルキサン美術館で見ることができる。